# 光滑鮮蕊藤
光滑鮮蕊藤（学名：Lepistemon intermedius）为旋花科鮮蕊藤屬下的一个种。